# Rhantus sikkimensis
Rhantus sikkimensis är en skalbaggsart som beskrevs av Régimbart 1899. Rhantus sikkimensis ingår i släktet Rhantus och familjen dykare. Inga underarter finns listade i Catalogue of Life.

## Bildgalleri

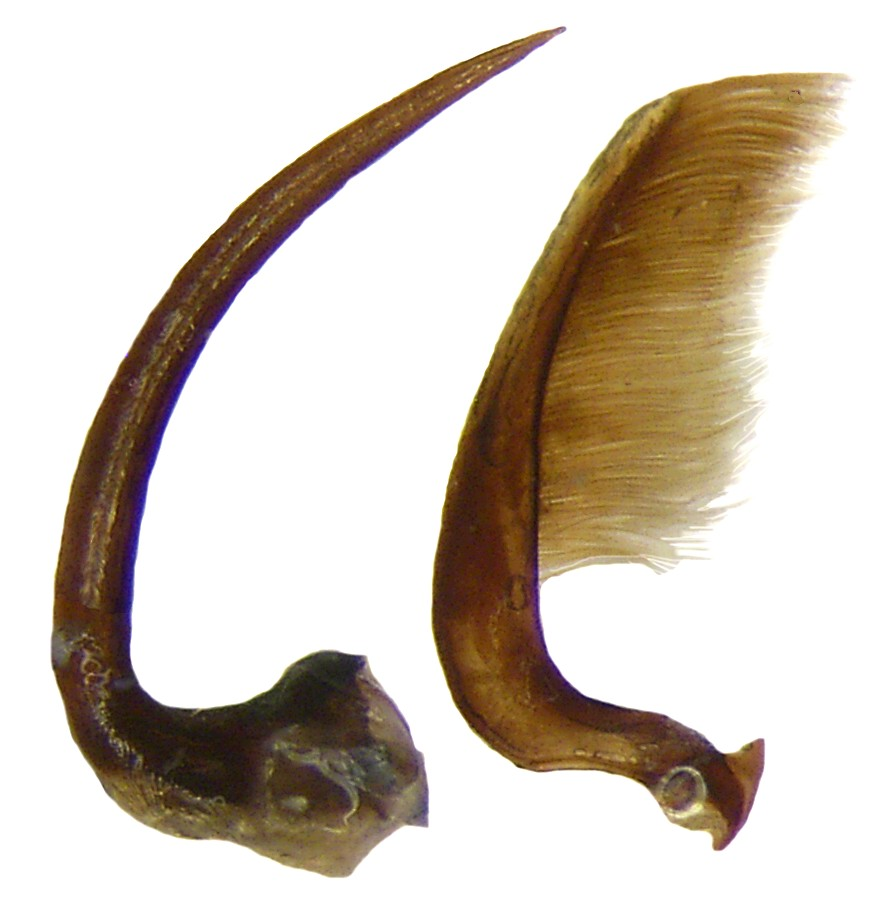
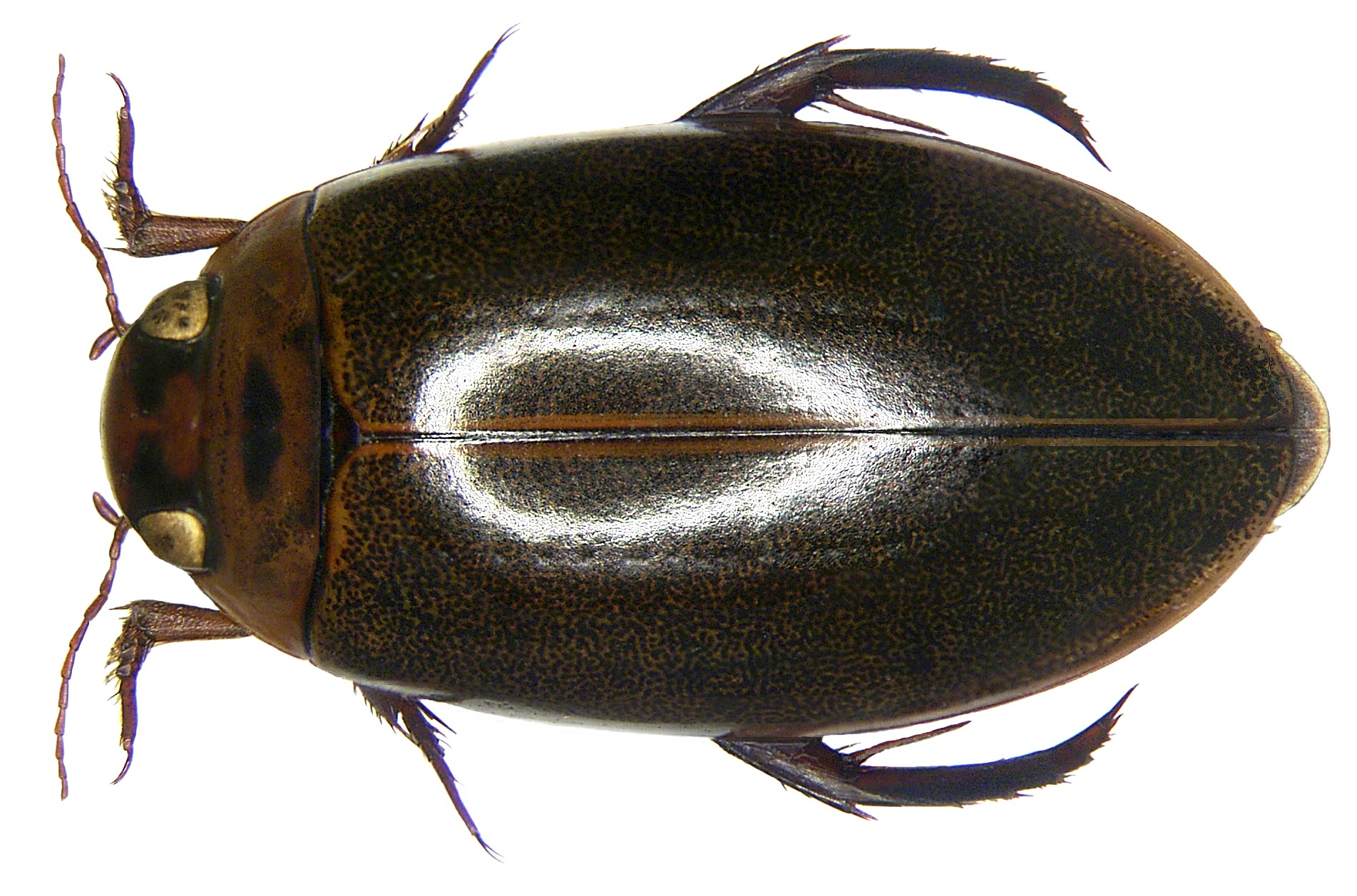